# Enciclopedia Tatara
L'Enciclopedia Tatara, Glossario Enciclopedico Tataro (in lingua tatara Татар энциклопедия сүзлеге, Tatar Ensiklopediä Süzlege; ТЭС, TES) è la prima enciclopedia cartacea pubblicata in lingua tatara riguardo alla storia del Tatarstan e i popoli tartari. L'enciclopedia contiene quasi 17.000 articoli e venne pubblicata nel 2002. Ora gli editori stanno curando la versione completa (di diversi volumi) in lingua russa.
Il redattore capo dell'enciyclopedia è M. X. Xäsänov, mentre il direttore responsabile Gamircan S. Sabircanov.

## Fonti
- (tataro) "Informazioni sull'edizione". Enciclopedia Tatara. Kazan: Accademia della Repubblica del Tatarstan dell'Istituto di Scienze dell'Enciclopedia Tatara. 2002.